# Louis de Villefosse
Louis Héron de Villefosse, né le 14 avril 1900 dans le 7e arrondissement de Paris et mort le 27 décembre 1984 à Kensington (Londres), est un officier de marine français, devenu journaliste et écrivain.

## Biographie
Laurent Antoine Marie Louis Héron de Villefosse naît à Paris (7e arrondissement) en 1900, dans un milieu catholique et traditionaliste.
Il entre à l'École navale en 1918 puis fait carrière comme officier dans la Marine nationale. Enseigne de vaisseau, il participe au blocus allié basé en Mer Noire qui, en 1920-1921, tente de soutenir l'armée de Piotr Nikolaïevitch Wrangel.
En 1936, il épouse à Paris (18e arrondissement) la journaliste Janine Bouissounouse. Le couple partagera idéaux et engagements communistes.
En 1940, il rejoint à Londres les Forces navales françaises libres et en devient sous-chef d'état-major. Le 24 décembre 1941, sous les ordres de l'Amiral Émile Muselier, il participe à la libération de l'archipel de Saint-Pierre et Miquelon, jusqu'alors gouverné par le Régime de Vichy. Le désaccord survenu entre son supérieur et le général de Gaulle instaurera chez Louis de Villefosse une durable réserve à l'égard de ce dernier.
Après la Libération, il entame une carrière de journaliste et d'écrivain. Proche du Parti communiste français, il collabore au quotidien Libération fondé par Emmanuel d'Astier de la Vigerie. Mais à la suite de l'Insurrection de Budapest, il lance une pétition de condamnation puis rompt avec le Comité national des écrivains et le PCF.
Veuf en 1978, il se remarie avec Nancy Bouvier à Londres (district de Kensington) deux ans plus tard et y meurt fin 1984.

## Publications
- Lamennais ou l'occasion manquée (1945, Jean Vigneau) ;
- Elena More (1950, Julliard) ;
- Souvenirs d'un marin de la France Libre (1951, Éditeurs français réunis) ;
- Lincoln (1956, Éditions du Seuil) ;
- L'Œuf de Wyasma (1957, Julliard) ;
- Géographie de la Liberté (1965, Robert Laffont) ;
- L'opposition à Napoléon (1969, Flammarion - avec Janine Boissounouse) ;
- Les Îles de la liberté (1972, Albin Michel).

## Participation ouvrage collectif militant
- Hervé Bazin, Marc Beigbeder, Jean-Marie Domenach, Francis Jeanson, Michel Leiris, Jacques Madaule, Marcel Mer, Jean Painlevé, Roger Pinto, Jacques Prévert, Roland de Pury, J.H. Roy, Vercors et Louis de Villefosse (préf. Jean-Paul Sartre), L'Affaire Henri Martin : Commentaire de Jean-Paul Sartre (Collectif), Paris, Gallimard, coll. « nrf / Hors série Connaissance », 29 octobre 1953, 296 p. (ISBN 2-07-024836-4, présentation en ligne).